# Archangelsk
Archangelsk (rusky Архангельск) je přístav, který se nachází na severu evropské části Ruska, a zároveň administrativní centrum Archangelské oblasti. Leží při ústí řeky Severní Dviny do Dvinského zálivu Bílého moře. Žije zde přibližně 296 665 obyvatel (2024). Archangelsk bývá označován jako hlavní město Pomoří.

## Historie

### Založení města
Na pravém břehu kanálu Kuzněčicha mezi řekami Bannaja a Juras byly objeveny při archeologických vykopávkách důkazy o neolitickém osídlení v oblasti dnešního města. Toto osídlení se datuje do doby 1800–1200 před naším letopočtem.
Vikingové nazývali oblast okolo budoucího Archangelsku Bjarmaland. Podle svých zápisků se Ohthere z Hålogalandu vydal kolem roku 890 na sever, doplul až do Bílého moře, nalezl ústí Severní Dviny a v něm velkou osadu, kde žili lidé, kterým nerozuměl, ale byl si jist, že to byli Sámové. Podle islandského středověkého historika Snorri Sturlusona viking Thorir Hund roku 1027 vyplenil bohatou osadu v ústí řeky v Bjarmalandu.
Roku 1989 nalezl místní kolchozník v ústí řeky zakopaný stříbrný poklad. Pravděpodobně byl ukryt na počátku 12. století. Poklad obsahoval nejen šperky, ale také spoustu minci, většina z nich byla německých, ale také tam byly anglické, české, dánské, uherské a kúfánské mince.
Klášter archanděla Michaela na mysu Pur-Navalok byl poprvé zmíněn v kronikách v roce 1419, kdy byl zpustošen Nory (Murmany). To je oficiálně nejstarší zmínka o osídlení současného Archangelsku. Počátky kláštera jsou ale kladeny do let 1165–1186, kdy byl v Novgorodu v úřadu arcibiskup Jan II., který Klášter archanděla Michaela zmiňuje ve svém listě. Poblíž kláštera se nacházela pomorská vesnice. Klášter představoval v těch dobách centrum ruského severu.
Roku 1553 se anglický navigátor Richard Chancellor plavil podél Bílého moře do vesnice Ňonoksa na Letním pobřeží a poté do kláštera Nikolo-Korely na ostrově Jagry (kde se v současnosti nachází ruské město Severodvinsk) a zaznamenal na své cestě v okolí Kláštera archanděla Michaela trhovou osadu, kterou ve svých listinách popsal a položil tak základy k rozvoji obchodu s Brity a Nizozemci. Centrem obchodu ještě před příchodem Chancellora byla osada Cholmogory (cca 75 km od Kláštera archanděla Michaela), která ale díky mělkým vodám Severní Dviny nebyla vhodná pro námořní plavidla.
Nová osada poblíž Kláštera archanděla Michaela byla pojmenována Nové Cholmogory, protože se sem stěhovali nejen kupci, ale i řemeslníci a rolníci z původní osady Cholmogory. V osadě se vybudovala obchodní stanice, sklady, stodoly a chýše obchodníků nejen z Cholmogory ale i z Vologdy, Novgorodu a Moskvy. Nová osada se na cca 150 let stala jediným námořním přístavem v Rusku.
V souvislosti s hrozbou z útoku ze Švédska Ivan IV. Hrozný rozhodl o mimořádných opatřeních na obranu Pomoří. Jedním z těchto opatření byl i výnos ze 4. března 1583, kterým car nařídil co nejdříve postavit pevnost poblíž Kláštera archanděla Michaela. V roce 1584 byla tato pevnost postavena a tento rok je považován za oficiální rok založení Archangelsku. Pevnost měla i věznici a skládala se z dvojitých hradeb, věží a tří bran, byla obklopena vodním příkopem. Naproti pevnosti na břehu Severní Dviny bylo postaveno lodní molo, které zpevňovalo břek bloky dřeva. Do pevnosti byla přemístěna jednotka střelců z Cholmogory a Moskvy. Obchodní domy Angličanů a Nizozemců byly přesunuty za pevnostní hradby. Roku 1587 do pevnosti bylo násilně přesídleno 130 rodin z osad kolem Severní Dviny. Pevnosti a jejímu okolí se říkalo Novocholmogorský posad.
Od konce 80. let 16. století se Novocholmogorský posad stal centrem ruského zahraničního obchodu a přinesl až 60 % příjmů státní pokladny. Roku 1596 bylo město poprvé pojmenováno jako Archangelsk podle kláštera v něm umístěného.
Do 17. století město vstupovalo jako rychle se rozvíjející přístav a centrum obchodu s Anglií a dalšími zeměmi západní Evropy.

### 1613–1725
Roku 1613 bylo schváleno oficiální přejmenování města na Archangelsk.
Růst objemu obchodu v Archangelsku byl doprovázen rozvojem města. Ve 20. letech 17. století se ve městě začaly vytvářet první zahraniční kolonie – převážně anglické a nizozemské.
Dřevěné budovy byly stavěny blízko sebe a často způsobily mnoho požárů. Po požárech bylo město vždy rychle přestavěno. K velkému požáru došlo v roce 1637, kdy byl přesunut i klášter proti proudu řeky, uvolněné místo po klášteru bylo rychle využito pro jiné městské stavby.
Ve druhé polovině 17. století přispěl mezinárodní obchod a neustálý kontakt se zahraničím k přeměně města, které už nepřipomínalo tradiční ruské město té doby. Přístav byl centrem města. Bývalé pevnostní centrum a dřevěné tvrze ztrácely svou administrativní funkci. Ve městě sílilo zahraniční osídlení a objevovali se zde luteránské a protestantské kostely.
V roce 1667 bylo vydáno nařízení, že cizinci nesměli vstupovat do jiných ruských přístavů, kromě Archangelsku. Ve stejném roce došlo k největšímu požáru v dějinách města. Většina města byla zničena, ale rychle zase obnovena. Mezi nejvýznamnější budovy té doby patřily:
- Obnovený Klášter archanděla Michaela – nejdůležitější stavba města, kde byla uchovávána starověká ikona Matky Boží
- Domy guvernéra a velitele
- Obytné domy
- Kostely.

O město projevil velký zájem car Petr I. Veliký. Poprvé přijel do města roku 1693 a byl z města nadšen, do svého deníku si poznamenal, že ve městě bylo 29 domů zahraničních obchodníků a kotvilo tam 40 zahraničních lodí. Car strávil ve městě dva měsíce, seznámil se se stavbou lodí a obchodními operacemi obchodníků, nařídil stavbu první státní loděnice v Rusku na ostrově Solombala. 18. září car osobně pokřtil první loď postavenou v nových loděnicích – třípodlažní obchodní loď Svatý apoštol Pavel.
Petr I. znovu navštívil Archangelsk v roce 1694, asistoval při srážení podpěr nově postavené lodi. Poté car provedl námořní plavbu do Soloveckého kláštera. Následoval další rychlý rozvoj obchodu a města. Roku 1694 do města připlulo 50 zahraničních obchodních lodí, roku 1700 již 64 lodí. V letech 1700–1702 bylo v Solombalské loděnici postaveno 6 velkých třístěžňových obchodních lodí a tři fregaty.
Roku 1702 dorazil do Archangelsku car Petr I. potřetí. Vzal s sebou svého syna Alexeje, velkou družinu a pět strážných praporů. Usadil se v domě, který byl speciálně pro něho postaven na Markově ostrově naproti rozestavěné Novodvinské pevnosti, aby mohl osobně dohlížet na její stavbu.
Roku 1702 dorazilo do Archangelsku již 149 zahraničních obchodních lodí.
Roku 1708 došlo k reorganizaci Ruské říše do 8 správních provincií. Jednou z nich byla Archangelská provincie a Archangelsk se stal jejím správním centrem. Prvním guvernérem se stal vojvoda Petr Alexejevič Golicyn (1660–1722). Ve stejném roce do přístavu dorazilo 208 lodí a v loděnicích se začalo s výstavbou válečných lodí, které měly doplnit pobaltskou flotilu.
Počínaje rokem 1713 začal car Petr I. svými dekrety omezovat obchod přes Archangelsk ve prospěch nového baltského přístavu – Petrohradu. Roku 1714 zakázal car Petr I. stavět kamenné domy v jiných městech než Petrohradu, což zpomalilo růst Archangelsku. Archangelsku bylo umožněno dovážet do města jen tolik zboží a potravin, aby to stačilo k nasycení archangelského obyvatelstva. Roku 1716 přistálo v Archangelsku 233 zahraničních lodí a byla na několik let pozastavena výstavba Katedrály Nejsvětější Trojice (se stavbou se začalo roku 1709), protože se projevil nedostatek kamene, který se do města nesměl dovážet. Roku 1718 car Petr I. zakázal dovoz zboží do Archangelsku, počet lodí plujících do města prudce poklesl. V roce 1724 připlulo do města jen 19 obchodních lodí.
Po skončení Velké severní války byla zrušena solombalská loděnice, úpadek města se tak prohloubil.

### 1725–1917
Za 150 let existence města bylo v Archangelsku postaveno do roku 1729 700 velkých obchodních lodí. Roku 1733 byla obnovena stavba lodí v loděnici Solombala.
Roku 1762 carevna Kateřina II. Veliká zrušila omezení zahraničního obchodu přes Archangelsk, čímž byl Archangelsk ve svých obchodních právech vyrovnán Petrohradu. Na dovoz zboží přes Archangelsk bylo ale uvaleno vyšší obchodní clo než přes Petrohrad. Archangelsk už ale nikdy nezískal svůj status hlavního ruského přístavu.
V roce 1780 byla Archangelská provincie přeměněna na Archangelskou oblast Vologdské gubernie. Tato situace ale trvala jen čtyři roky a již v roce 1784 se Archangelsk stal správním centrem Archangelské gubernie.
Během napoleonských válek zažilo město nový ekonomický boom. Na konci napoleonských válek zažil Archangelsk zlaté časy, protože dovoz v letech 1809–1812 se zdvojnásobil a vývoz se zvětšil jedenapůlkrát. Britští obchodníci v té době za ruské zboží platili předem, ve městě tak byl dostatek finanční hotovosti a kapitálu.
Od roku 1794 se výstavba města začala realizovat podle pravidelného plánu, podle něhož byly vytvořeny široké ulice rovnoběžné s nábřežím. 

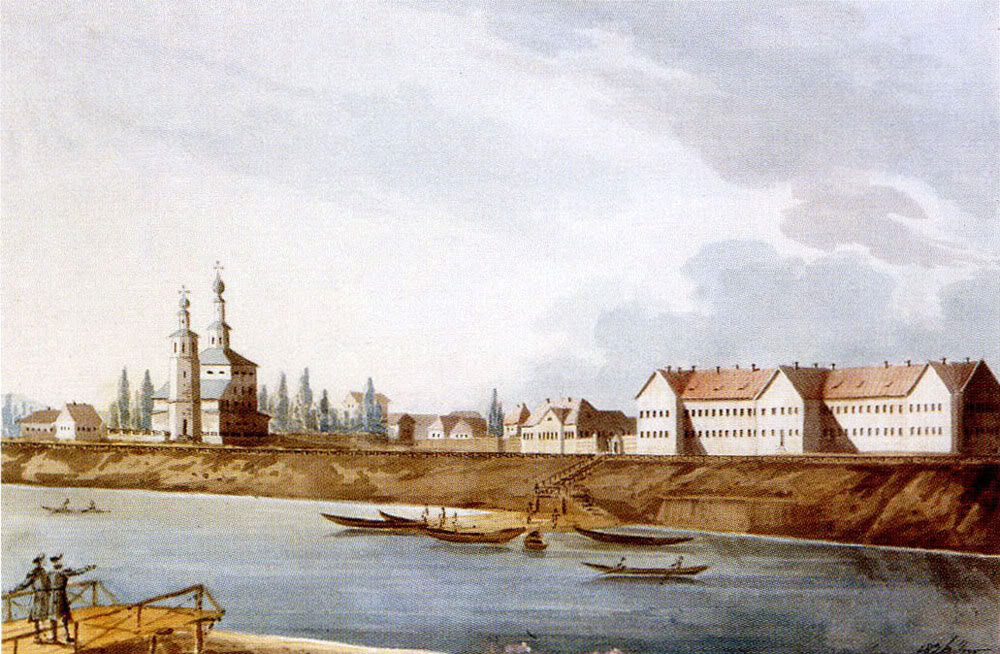
Archangelské nábřeží s kostelem Svaté trojice – rok 1826

Na počátku 19. století bylo ve městě asi 220 průmyslových zařízení (především pily, výroba plachet, lan, řetězů). V souvislosti s kontinentální blokádou Velké Británie v letech 1807–1813 zůstal Archangelsk jediným ruským přístavem, kam mohlo vstupovat zahraniční zboží. Město bylo nadále jedním z hlavních středisek výstavby lodí. Roku 1819 car Alexandr I. navštívil Archangelsk a aby podpořil další rozvoj města, osvobodil místní obchodníky na 20 let od placení všech daní do státní pokladny.
Od roku 1838 vycházejí ve městě noviny „Archangelské provinční noviny“. Roku 1846 bylo ve městě otevřeno divadlo. V roce 1863 byla vesnice Solombala připojena k Archangelsku a stala se třetí městskou částí.
Roku 1894 obdržel Klášter archanděla Michaela od jeruzalémského patriarchy Gerasima zlatý kříž s kouskem dřeva z kříže, na němž byl umučen Ježíš Kristus.
V roce 1898 byl Archangelsk spojen s Moskvou úzkorozchodnou železniční tratí (přes Vologdu). V tu dobu žilo ve městě přibližně 20 tisíc obyvatel.
Na přelomu 19. a 20. století se Archangelsk změnil na největší středisko pro zpracování a vývoz dřeva v Rusku. Město také sloužilo jako důležitá základna pro rozvoj Arktidy a zavedení lodní dopravy po trase Severního moře. V roce 1908 byla ve městě založena Společnost pro studium ruského severu. Více než 200 expedic zkoumajících arktické polární oblasti vyrazila právě z Archangelsku.
Roku 1914 bylo ve městě 26 pil, které zaměstnávaly 11 tisíc dělníků.
Během první světové války procházely přes Archangelsk zásoby vojenského materiálu ze Západní Evropy a USA. Obrat přepravovaného nákladu vzrostl v archangelskému přístavu za jediný rok 20krát. V roce 1915 byla v kanceláři obchodního přístavu v Archangelsku otevřena kancelář pro rozbití ledu, jejíž součástí bylo 13 ledoborců. Během zimní plavby tyto lodě zajišťovaly doprovod lodí z Gorlo Bílé do Archangelsku.
Se založením přístavu Murmansk na pobřeží ledového Kolského zálivu v roce 1916, kam byly postupně převedeny podniky na zpracování ryb a opravy lodí, ztratil Archangelsk svůj jedinečný význam jakožto hlavního přístavu.
Dne 15. října 1917 vyplul z Archangelska první transport československých legionářů směřujících na lodi Kursk na francouzská bojiště první světové války.

### Sovětské období
V roce 1918, po evakuaci rudých z Archangelsku převzala moc ve městě armáda v čele s kapitánem A. A. Bersem, velitelem bělomořského pluku. Během zásahu v letech 1918/19 bylo město obsazeno britskými, americkými a francouzskými jednotkami. V čele regionální vlády stál N. V. Čajkovskij.
V blízkosti Archangelsku vznikly v roce 1919 první nápravně-pracovní tábory (tzv. Severní tábory) zřízené bolševickým režimem. Později v Archangelsku sídlila hlavní správa táborového komplexu Archangelsklag.
Roku 1920 bylo město dobyto Rudou armádou.
Ve třicátých letech se významně zvyšoval počet obyvatel Archangelska, kdy sovětská vláda podporovala bytovou výstavbu ve městě. Jen v letech 1935–1939 bylo v Archangelsku uvedeno 188 bytových domů a 1810 jednotlivých domů.
V předválečných letech se administrativní status Archangelsku několikrát změnil v souvislosti se změnami v systému správního rozdělení země. Dne 15. července 1929 se Archangelsk stal administrativním centrem nově vytvořeného Severního území, které zahrnovalo předchozí gubernie Archangelsk, Vologda, Severodvinsk, autonomní oblast Komi a národní Něnecký obvod. 5. prosince 1936 bylo Severní území zrušeno a na jeho území byla vytvořena autonomní republika Komi a severní region, jeho centrem byl Archangelsk. Nyní existující Archangelská oblast byla vytvořena 23. září 1937 v důsledku rozdělení severního regionu na Archangelskou a Vologdskou oblast.
Během druhé světové války se Archangelsk stal mezi Spojenci známý jako jeden ze dvou hlavních cílů (spolu s Murmanskem) arktických konvojů, které dodávaly zásoby na pomoc Sovětskému svazu. Během Operace Barbarossa, německé invaze do SSSR v roce 1941, byl Archangelsk jedním ze dvou měst (druhým byla Astrachaň) vybraných k označení předpokládané východní hranice nacistické kontroly. Tato vojenská operace měla být zastavena na této A-A linii, ale nikdy ji nedosáhla.
Po válce se v Archangelsku rozšířila výstavba nových domů a připojování vesnic k městu. Ve městě byly stavěny výškové domy, nejsevernější mrakodrapy světa.

### Po roce 1991
90. léta 20. století přinesla hospodářskou krizi a počet obyvatel Archangelsku se snížil o 70 tisíc lidí.
V letech 1916–2004 byla ve městě provozována nejsevernější tramvajová doprava na světě.
16. března 2004 došlo k explozi unikajícího plynu v devítipatrovém panelovém domě, zemřelo 58 lidí, včetně dětí.
Roku 2008 byla ve městě ukončena trolejbusová doprava a městská doprava je zajišťována pouze pomocí autobusů.
Moderní Archangelsk je relativně velký dopravní uzel a nadále hraje důležitou roli jako největší centrum dřevařského průmyslu. Značná část dřevařské produkce se vyváží.
30. října 2018 došlo v sídle pobočky ruské tajné služby FSB v centru Archangelska k teroristickému útoku, který měl na svědomí sedmnáctiletý mladík, který při explozi zahynul.
Po výbuchu 8. srpna 2019 na vojenské testovací střelnici východně od vesnice Ňonoksa se zvýšila v Archangelsku úroveň beta záření ve formě spadů.
V prosinci 2021 bývalý archangelský starosta Aleksander Donskoj navrhl, že Archangelsk by měl být přejmenován po prezidentu Putinovi na Putingrad. Zdůvodnil to urychlením dalšího rozvoje města, kdy ruská vláda bude posílat více peněz do nově pojmenovaného města.

## Městské symboly
Vzhled archangelského znaku je spojen s aktivitami cara Petra I. Velikého na vytvoření ruské pravidelné armády. Vojáci byli rozmístěni v guberniích, které jim měli zajišťovat stravu. Současně dostaly pluky jména po městech, v nichž byly umístěny, a bylo nařízeno umístit znaky plukovních měst na praporce regimentů. Protože většina ruských měst v té době neměla své znaky, bylo nutno je vytvořit.
Archangelský znak – archanděl Michael na koni, který porazil ďábla – se poprvé objevil na praporci archangelského pluku v roce 1712. Ale již v roce 1730 se jeho vzhled změnil – archanděl byl zobrazován bez koně.
Znak města byl oficiálně schválen carským dekretem ze dne 2. října 1780. Na zlatém poli štítu je vyobrazen archanděl Michael letící v azurovém rouchu, vyzbrojený plamenným mečem a štítem a pod ním svržený, poražený ďábel, což symbolizuje vítězství sil dobra nad silami zla.
V sovětských dobách nebyla povolena náboženská tematika na oficiálních symbolech, proto byl přijat světský znak, který zobrazoval loď, aby byla zdůrazněna důležitost archangelského přístavu.

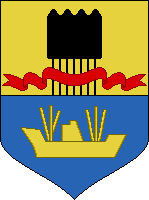
Archangelský znak (do roku 1989)

10. října 1989 bylo na 11. zasedání městské rady Archangelsku rozhodnuto o navrácení k historickému znaku města. Pravoslavnou veřejnost pohoršilo vyobrazení ďábla na znaku natolik, že zorganizovala protestní akci „Archangelsk je proti ďáblu”.
Vlajka městu nebyla udělena.

## Obyvatelstvo
Vývoj počtu obyvatel města udává následující graf.

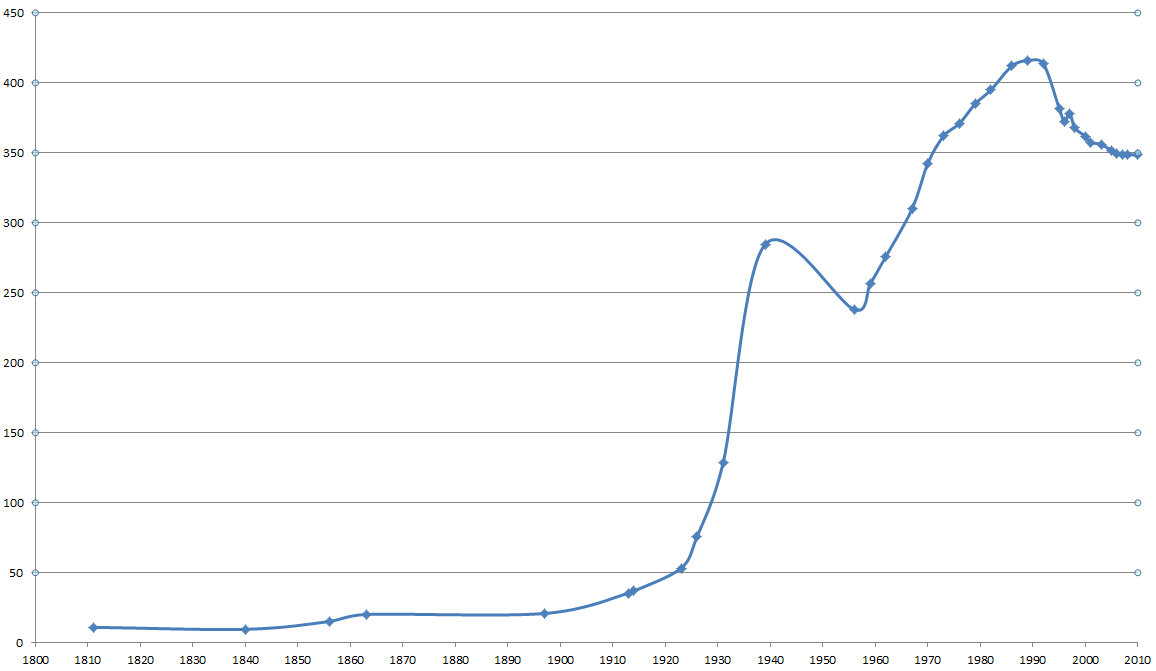
Vývoj počtu obyvatel

Podle celoruského sčítání lidu z roku 2020 bylo město k 1. říjnu 2021 z hlediska počtu obyvatel na 68. místě z 1118 měst Ruské federace.
Došlo ke dvěma významným poklesům populace Archangelsku: během Velké vlastenecké války a po rozpadu SSSR. Od začátku 90. let 20. století až do roku 2007 obyvatelstvo města v důsledku migrace a negativního přirozeného růstu trvale klesalo. Od roku 2007, v důsledku poklesu úmrtnosti a zvýšení porodnosti, jakož i v důsledku přílivu populace z jiných měst, začala archangelská populace opět růst.
Archangelsk oslavil ve svých dějinách dvakrát narození 400 000. obyvatele. Poprvé se to stalo 3. prosince 1972. V roce 1977 se ale od města odloučilo Pervomajské a stalo se samostatným městem s počtem obyvatel asi 40 tisíc lidí, v důsledku toho počet obyvatel Archangelsku prudce klesl. Růst počtu obyvatel ale pokračoval a v polovině 80. let tak město mohlo slavnostně opět oslavit narození 400 000. občánka.

## Doprava
Archangelsk je jedním z nejdůležitějších dopravních uzlů na severozápadě Ruska. Ve městě se nacházejí tři přístavy, dva námořní a jeden říční, jejichž výkon byl v r. 2010 4,5 mil. t. Od roku 2019 probíhá rozšiřování archangelského přístavu v souvislosti s rozvojem Severní mořské cesty a lodní dopravou do Krasnojarského kraje a do Sachy. V roce 2019 námořní přístav Archangelsk odbavil 4,5 milionu tun nákladu, v roce 2020 to bylo 4,8 milionu tun nákladu. Námořní přístav Archangelsk je hlavním dodavatelem projektů jako Yamal LNG, Arctic LNG - 2 a nebo Charasavejské pole. Trvalé námořní trasy spojují Archangelsk s Narjan-Mar, přístavy v Arktidě a norilskou průmyslovou oblastí.
Ve městě končí Severní železnice, která ho spojuje s ruskou železniční sítí, a jsou zde čtyři nádraží. Jediným silničním spojením je federální silnice M8 Cholmogory, která vede z Moskvy.
Veřejná městská doprava je provozována autobusy.
Nedaleko města se nacházejí dvě civilní letiště: větší Talagi (IATA: ARH, ICAO: ULAA), menší Vaskovo (ICAO: ULAH) a vojenská letecká základna Lachta. 180 km jižně od Archangelska se nachází kosmodrom Pleseck.

## Kultura a věda
Archangelsk je nejdůležitějším centrem kultury a vědy na ruském severu. Ve městě působí akademické organizace jako například: Katedra ekologické fyziologie člověka.
V Archangelsku je několik velkých univerzit:
- Pomorská státní univerzita – M.V. Lomonosova státní univerzita - nejstarší univerzita v regionu
- Archagelská státní technická univerzita
- Archangelská státní lékařská akademie
- Sevmashvtuz – založená v roce 1965, vyučuje specialisty na výstavbu jaderných ponorek

Ve městě je také známá Archangelská námořní škola, která je nejstarší podobnou školou v Rusku – od roku 1781.
Milovníci divadelního umění a hudby mohou navštívit představení činoherního divadla M.V. Lomonosova, Divadlo pro mládež V. Popova nebo Loutkové divadlo. Existuje zde Státní akademický severoruský lidový sbor, komorní orchestr a Velký a Malý filharmonický orchestr.

## Partnerská města
- Portland, Spojené státy americké (1988)
- Vardø - od 23. února 1989
- Emden, Německo (1989)
- Mylhúzy, Francie (1992)
- Oulu, Finsko (1993)
- Pireus, Řecko (1995)
- Kiruna, Švédsko (1999)
- Yudal, Švédsko, 2004
- Cchinvali, Jižní Osetie (2009)
- Suchumi, Gruzie (2011)
- Tromsø, Norsko (2011)
- Narjan-Mar, Rusko (2011)
- Ašdod, Izrael (2012)
- Džermuk, Arménie (2018)

V letech 1989-2022 měl Archangelsk partnerství s polským městem Słupsk, ale to bylo z polské strany ukončeno pro ruskou invazi na Ukrajinu.

## Slavní rodáci
- Sofija Kondakovová (1922–2012) – sovětská rychlobruslařka
- Boris Šilkov (1927–2015) – sovětský rychlobruslař
- Michail Pletňov (* 1957) – ruský klavírista, dirigent a skladatel
- Artur Ullrich (* 1957) – německý fotbalista
- Jelena Župijevová (* 1960) – sovětská atletka
- Julija Fomenková (* 1979) – ruská atletka a běžkyně
- Alexandr Rumjancev (* 1986) - ruský rychlobruslař